# Плежер-Пойнт (Каліфорнія)
Плежер-Пойнт (англ. Pleasure Point) — переписна місцевість (CDP) в США, в окрузі Санта-Крус штату Каліфорнія. Населення — 5821 особа (2020).

## Географія
Плежер-Пойнт розташований за координатами 36°57′35″ пн. ш. 121°58′12″ зх. д. / 36.95972° пн. ш. 121.97000° зх. д. (36.959718, -121.970036).  За даними Бюро перепису населення США в 2010 році переписна місцевість мала площу 5,22 км², з яких 1,95 км² — суходіл та 3,27 км² — водойми.

## Демографія
Згідно з переписом 2010 року, у переписній місцевості мешкало 5846 осіб у 2650 домогосподарствах у складі 1324 родин. Густота населення становила 1121 особа/км².  Було 3091 помешкання (593/км²).
Расовий склад населення:
| - 82,9 % — білих - 2,5 % — азіатів - 1,1 % — чорних або афроамериканців - 0,8 % — корінних американців - 0,1 % — вихідців з тихоокеанських островів - 8,7 % — осіб інших рас |

До двох чи більше рас належало 4,0 %. Частка іспаномовних становила 19,5 % від усіх жителів.
За віковим діапазоном населення розподілялося таким чином: 17,6 % — особи молодші 18 років, 72,1 % — особи у віці 18—64 років, 10,3 % — особи у віці 65 років та старші. Медіана віку мешканця становила 39,8 року. На 100 осіб жіночої статі у переписній місцевості припадало 104,0 чоловіків;  на 100 жінок у віці від 18 років та старших — 103,1 чоловіків також старших 18 років.